# Lepophidium brevibarbe
Lepophidium brevibarbe är en fiskart som först beskrevs av Cuvier 1829.  Lepophidium brevibarbe ingår i släktet Lepophidium och familjen Ophidiidae. Inga underarter finns listade i Catalogue of Life.